# Joan Brickhill
Joan Brickhill (Durban, 1924 - Johannesburgo, 15 de enero de 2014) fue una actriz sudafricana que trabajó en radio, teatro, televisión y cine. Fue considerada como una de las actrices sudafricanas más talentosas y respetadas del siglo XX. Junto con su esposo Louis Burke, fundó Brickhill-Burke Productions, que realizó la producción para Broadway del musical Meet Me in St. Louis.

## Carrera
Brickhill fue una niña prodigio, hizo su debut en el escenario a los dos años. Más tarde trabajó como profesora de teatro. Su primer largometraje fue "Nor the Moon by Night" (1958) ", en el que interpretaba a Harriet Carver, en el papel principal. "Follow That Rainbow" (1979) fue su segundo largometraje. También trabajó como productora de entretenimiento ejecutivo en Sun City.

## Premios

### Premios Tony
Nominación a Mejor Coreografía
- 1990: Meet Me in St. Louis

Nominación como Mejor Musical
- 1990: Meet Me in St. Louis